# Nicolas de Lange
Nicolas de Lange, né en 1525 au château de Lange, dans le hameau du même nom, situé sur la commune de Saint-Parize-le-Châtel et mort le 6 avril 1606[réf. nécessaire], est un jurisconsulte du XVIe siècle. Il signait : de Langes.

## Biographie
Fils de Nicolas Ier de Lange et de Françoise de Bellièvre, il se marie en premières noces à Louise de Vinols et en secondes noces, en 1564, avec Louise Grolier,.
Il étudie le droit en Italie à l'université de Bologne puis à l'université de Padoue, et part ensuite à Paris, où il suit le barreau quelque temps. En 1554, il commence comme avocat du Roi au présidial de Lyon. Avant 1560, il devient lieutenant particulier à la sénéchaussée, puis conseiller de la ville de Lyon et enfin premier président du parlement de Dombes.
En juillet 1561, il a refusé de signer une lettre proposée par certains particuliers de la ville, demandant au roi d’obliger tous les officiers publics à prononcer une profession de foi catholique, excluant de fait les huguenots des emplois publics.
En 1569, il acquiert le domaine et château de Lacroix-Laval qu’il embellit et qui passe ensuite à la famille de son gendre Balthazard de Villars. Le 21 décembre 1570, il acquiert auprès de son cousin, Pomponne de Bellièvre, la charge d’office de lieutenant général pour laquelle il prête serment le 26 novembre 1571.
Il est renommé pour avoir été le seul magistrat de la ville de Lyon à s'être opposé au massacre de la Saint-Barthélemy en août 1572. Il est nommé second président en la Chambre du pays des Dombes par lettres du 8 octobre 1572 (enregistrées le 29 du dit mois), en remplacement de Jean Dufournel. Il devint ensuite échevin de Lyon en 1573 et en 1574, prête serment au roi Henri III à son premier passage à Lyon, en qualité de premier conseiller de ville, à l’occasion de la restitution des clefs de la ville au Consulat, qui en avait été privé depuis 1562.
Il acquiert le 22 mars 1578, pour 4700 livres, la seigneurie de Cuire qui avait été mise en adjudication après la mort de Faure du Chaffaut. En 1582, il marie sa fille aînée, Louise, à Balthazar de Villars, puis accompagne en Suisse, François de Mandelot, gouverneur de Lyon, pour l’aider de ses conseils auprès des Cantons. Lorsque Lyon adhère à la Ligue en 1589, Nicolas de Lange, fidèle à ses convictions et à la royauté, abandonne son château et fuit Lyon.
Le 17 mars 1593, il est nommé premier président au décès de Jérôme de Chatillon et, le 8 février 1594, reprend ses biens avec l'appui de son gendre Balthazar de Villars, époux de sa fille Louise de Lange, étant en exil depuis 1589. À cette occasion, « on députa deux échevins accompagnés de trois capitaines pennons, pour aller à son devant et à celui du lieutenant général de Villars, son gendre ».
Nicolas de Lange est mort le 6 avril 1606. Il est enterré dans la chapelle funéraire familiale, située au levant, dans l’église Saint Georges à Lyon, où reposent Barnabé de Lange, écuyer, son grand père, et sa femme Élisabeth d’Amanzé, décédés à la fin du XVe siècle (1488 et 1496) ; Nicolas Ier de Lange, son père, et sa femme Françoise de Bellièvre (décédée en 1558) ; Louise de Vinols, sa première femme, et Louise Grolier, sa seconde épouse (décédée en 1599). C’est son gendre, Balthazard de Villars, qui lui fit élever un tombeau,.

## Œuvres
On lui doit une traduction en français de l’Histoire de Louis XII, supplément à l’histoire de Robert Gaguin, écrite en latin par Humbert Villay (ou Veillet), dédiée au duc de Nemours,.

## Hommages
Jean Papire Masson dit qu’il était grand, bien fait, qu’il avait les yeux bleus, la barbe et les cheveux blancs.
Son portrait figure sur une médaille que Nicolas Rondot attribue à Philippe ou Philibert Lalyame (1602-1622).
Une rue de Lyon et une de Nevers portent aujourd'hui son nom.